# Pacouria
Pacouria es un género de plantas con flores con tresespecies perteneciente a la familia Apocynaceae. Es originario del sur de América tropical.

## Taxonomía
El género  fue descrito por Jean Baptiste Christophore Fusée Aublet y publicado en Histoire des Plantes de la Guiane Françoise 268. 1775. L especie tipo es: Pacouria guianensis.

## Especies
- Pacouria boliviensis
- Pacouria guianensis
- Pacouria paraensis